# Stadio municipale 22 giugno
Lo stadio municipale 22 giugno (in portoghese Estádio Municipal 22 de Junho) è uno stadio di calcio situato a Vila Nova de Famalicão, in Portogallo.
Lo stadio fu inaugurato nel 1952 e ha una capienza di 5 186posti. Ospita le partite interne del Famalicão.